# Князево (Клепиковский район)
Князево — деревня в Клепиковском районе Рязанской области. Входит в состав Ненашкинского сельского поселения.

## География
Находится в северной части Рязанской области на расстоянии приблизительно 11 км на север-северо-запад по прямой от районного центра города Спас-Клепики.

## История
В 1859 году здесь (тогда деревня Егорьевского уезда Рязанской губернии) было учтено 3 двора, в 1897 — 7.

## Население
Численность населения: 22 человека (1859 год), 43 (1897), 2 в 2002 году (русские 100 %), 3 в 2010.